# Evangelisch-reformierte Kirche des Kantons Schaffhausen
Die Evangelisch-reformierte Kirche des Kantons Schaffhausen (manchmal auch Evangelisch-reformierte Kirche Kanton Schaffhausen) ist die im gesamten Kanton Schaffhausen organisierte evangelisch-reformierte Landeskirche. Sie ist Mitglied der Evangelisch-reformierten Kirche Schweiz und der Konferenz der Kirchen am Rhein.

## Organisation

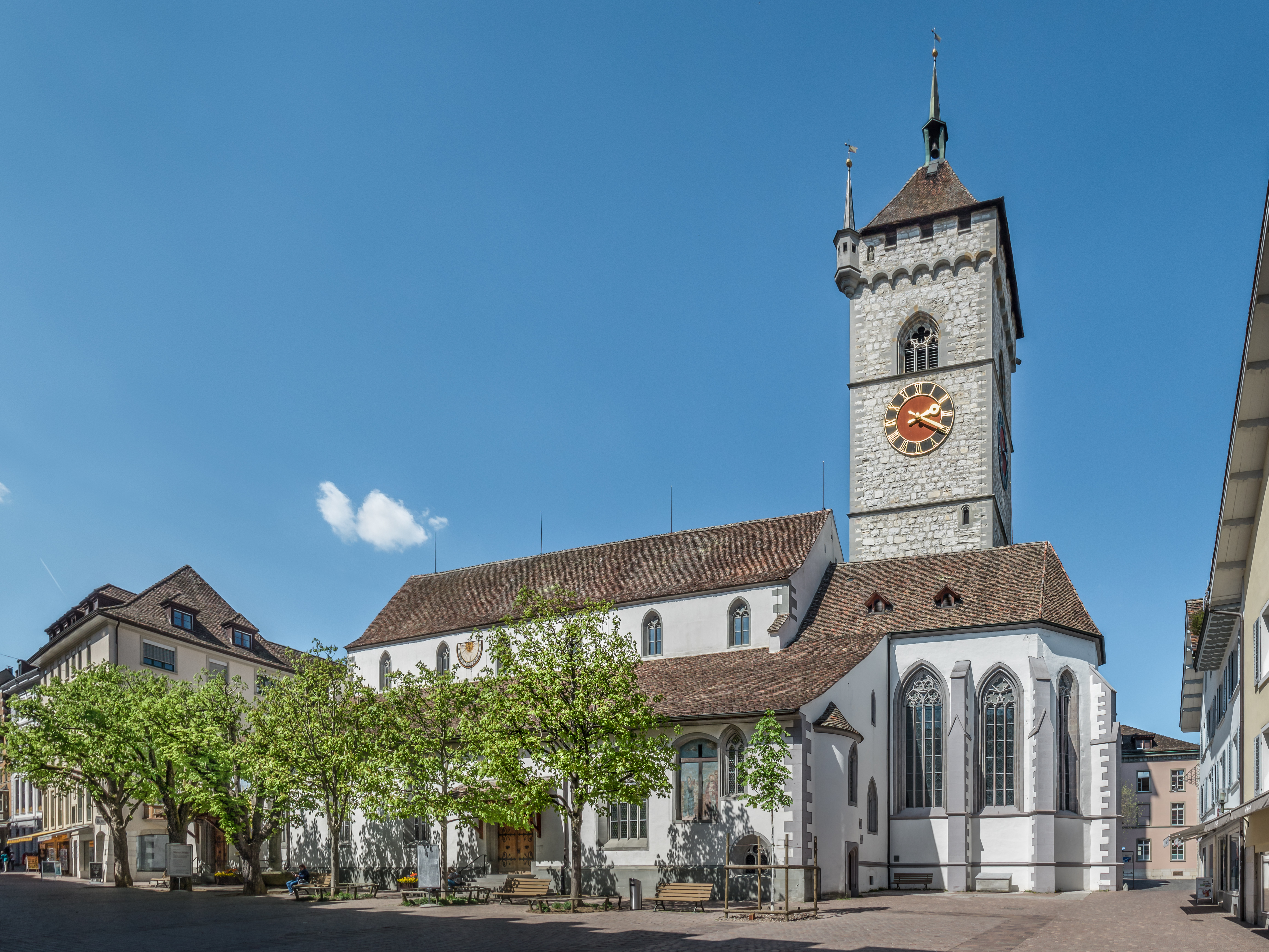
Kirche St. Johann in Schaffhausen

### Kirchgemeinden
Die Schaffhauser Landeskirche umfasst 40, zum Teil in Pastorationsgemeinschaften zusammenarbeitende Kirchgemeinden.

### Kirchenrat und Verwaltung
Der Verwaltungssitz liegt in der Pfrundhausgasse 3 in Schaffhausen. Dort tagt auch der Kirchenrat als die Exekutive der Landeskirche; zudem haben hier die fünf Fachstellen, die die Landeskirche unterhält, ihren Sitz. Kirchenratspräsident ist Wolfram Kötter.

### Synode
Das gesetzgebende Organ der Landeskirche ist die zweimal jährlich tagende und aus 78 Delegierten bestehende Synode. Die Vorbesprechung von Geschäften geschieht oft in den Fraktionen, der Evangelisch-Kirchlichen und der Offenen Fraktion.

### Strukturreform
In den Jahren 2013–2015 stand eine umfangreiche Strukturreform an, die die angespannte Finanzlage der Schaffhauser Landeskirche beseitigen sollte. Diese Strukturreform umfasste u. a. eine Vereinheitlichung der pfarramtlichen Stellenprozente auf vier Stufen (25 %, 50 %, 75 %, 100 % je Kirchgemeinde, bei Grosskirchgemeinden nach oben hin entsprechend fortgesetzt: 125 %, 150 % usw.) und einen Einstellungsstopp neuer Pfarrpersonen bei Vakanzen bis Ende Mai 2015.